# József Jakab Winterl
Pour les articles homonymes, voir Joseph Jacob (homonymie).
József Jakab (ou Joseph Jacob) Winterl est un chimiste et un botaniste hongrois, né le 15 avril 1739 à Steyr ou à Eisenerz et mort le 23 novembre 1809 à Pest.

## Biographie
Il enseigne la chimie et la botanique à l’université de Nagyszombat puis à celle de Pest. Il dirige également le jardin botanique de Buda.